# Craig Lucas

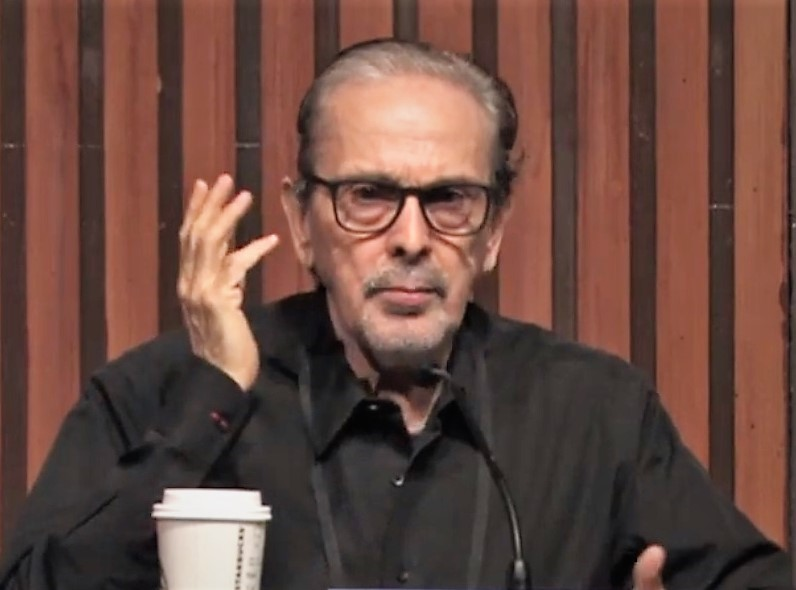
Craig Lucas, 2019

Craig Lucas (* 30. April 1951 in Atlanta, Georgia) ist ein US-amerikanischer Theaterdramaturg, Drehbuchautor und Filmregisseur. Er inszenierte auch Kinofilme, unter anderem Birds of America.

## Leben und Karriere
Craig Lucas kam 1951 in Atlanta im Bundesstaat Georgia zur Welt. Im Alter von acht Monaten wurde er von einem Ehepaar aus Pennsylvania adoptiert, nachdem ihn die leiblichen Eltern am Tag seiner Geburt weggegeben hatten. Die Dichterin Anne Sexton wurde seine Mentorin, als er an der Boston University Theater studierte und 1973 dort seinen Abschluss machte. Lucas ging nach New York und arbeitete dort zuerst als Schauspieler am Broadway in Stücken wie Shenandoah Rex, On the Twentieth Century und Sweeney Todd, bevor ihn Stephen Sondheim ermutigte auch seine eigenen Stücke zu schreiben.
In den 1980er Jahren begann Lucas neben seinen Theaterstücken auch Drehbücher zu verfassen. 1988 entstand das Theaterstück Prelude to a Kiss, das für mehrere Preise nominiert wurde, unter anderem für den Pulitzer-Preis in der Kategorie Bestes Drama. 1992 wurde das Stück von dem befreundeten Regisseur Norman René mit Alec Baldwin und Meg Ryan in den Hauptrollen auch verfilmt. Craig Lucas schrieb zum Film Zauberhafte Zeiten auch das Drehbuch.
Im Jahr 2005 führte er Regie bei dem Drama The Dying Gaul mit Patricia Clarkson, Campbell Scott und Peter Sarsgaard in den Hauptrollen. 2008 inszenierte er die Kinoproduktion Birds of America. Es spielten Matthew Perry, Ben Foster und Ginnifer Goodwin.
2012 wurde er am Theo Ubique Cabaret Theatre Company in Chicago, Illinois mit dem Joseph Jefferson Award für die beste Musical Produktion The Light in the Piazza ausgezeichnet.

## Auszeichnungen
- 1990: Tony-Award-Nominierung als Autor in der Kategorie Bestes Theaterstück für Prelude to a Kiss
- 1991: Tony-Award-Nominierung als Autor für den Pulitzer-Preis in der Kategorie Bestes Theaterstück
- 2000: Lambda Literary Award für What I Meant Was
- 2003: New York Film Critics Circle Award als Autor in der Kategorie Bestes Drehbuch für The Secret Lives of Dentists
- 2004: Chlotrudis-Award-Nominierung als Autor in der Kategorie Bestes adaptiertes Drehbuch für The Secret Lives of Dentists
- 2005: Tony-Award-Nominierung als Autor in der Kategorie Bestes Theaterstück für Light in the Piazza
- 2012: Joseph Jefferson Award für die Beste Musical Produktion für The Light in the Piazza

## Filmografie (Auswahl)

### Filmregisseur
- 2005: The Dying Gaul
- 2008: Birds of America

### Drehbuchautor
- 1987: American Playhouse (Fernsehserie)
- 1989: Freundschaft fürs Leben (Longtime Companion)
- 1992: Zauberhafte Zeiten (Prelude to a Kiss)
- 1995: Wer hat Angst vorm Weihnachtsmann? (Reckless)
- 2002: The Secret Lives of Dentists
- 2005: The Dying Gaul
- 2006: Live from Lincoln Center (Fernsehserie)
- 2014: Ein Amerikaner in Paris / An American in Paris: The Musical
- 2018: Great Performances (Fernsehserie, 1 Episode)